# Port Mathurin
Port Mathurin is een havenstad en de hoofdstad en grootste plaats van het eiland Rodrigues, een regio van Mauritius. De stad en gemeente (Engels: municipality) telt 5929 inwoners (2008) en ligt aan de noordkust van het eiland. Port Mathurin grenst kloksgewijs aan de Indische Oceaan, Grand Baie-Montagne Goyaves, Lataniers-Mont Lubin, Petit Gabriel en Oyster Bay. Naast Port Mathurin zelf maken nog 21 kleinere plaatsen deel uit van de gemeente.
Als regionale hoofdstad huisvest Port Mathurin de enige rechtbank van Rodrigues.

## Geschiedenis

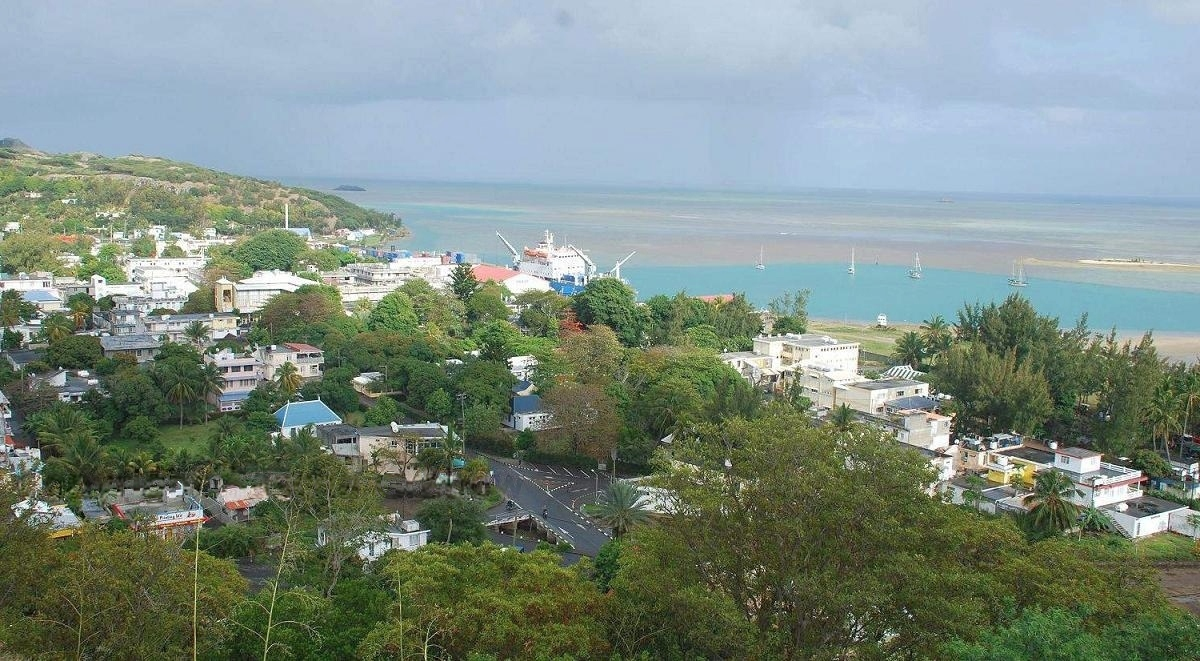
Zicht op Port Mathurin

Op 1 mei 1691 kwamen acht Franse hugenootse vluchtelingen, onder leiding van de ontdekkingsreiziger François Leguat op de plaats waar vandaag Port Mathurin ligt voor het eerst aan land op Rodrigues. Zij bleven echter maar twee jaar op het eiland. Het dorp — tegenwoordig spreekt men ook geregeld van een stad — Port Mathurin werd door Franse kolonisten gesticht in 1735 en is genoemd naar een van hen, afhankelijk van de bron Mathurin Bréhinier of Mathurin Morlaix.
In 1810 verzamelde de Britse marine zich voor de kust van Port Mathurin alvorens het Mauritiaanse hoofdeiland en Réunion binnen te vallen. In 1901 werd in het plaatsje een kantoor gevestigd van de onderzeekabel tussen het Verenigd Koninkrijk en Australië.

## Geografie
Bergen in het hinterland, waaronder Mount Fanal, beschermen Port Mathurin tegen zuidoostelijke passaatwinden. In het noorden wordt Port Mathurin net zoals het hele eiland van de open zee afgeschermd door een koraalrif.

### Kernen
Port Mathurin is een van de 14 gemeenten van Rodrigues. De volgende 21 dorpen (localities) liggen naast het dorp Port Mathurin zelf, dat slechts circa 300 bij 600 meter groot is, op haar grondgebied (het inwoneraantal heeft betrekking op de volledige gemeente):
| - Baie Lascars - Camp du Roi - Castor - Caverne Provert - Citronelle - Crève Cœur - Désiré | - English Bay - Fond La Digue - Jentac - Mont Piton - Mont Vénus - Montagne Charlot - Montagne Fanal | - Pointe Canon - Pointe Monnier - Roseaux - Solitude - Soupir - Terre Rouge - Vangar |

Baie Lascars, Camp du Roi, Fond La Digue, Montagne Fanal en Pointe Monnier liggen in de onmiddellijke nabijheid van Port Mathurin.

## Economie
De haven van Port Mathurin is de grootste op Rodrigues en bevoorraadt het hele eiland. Twee vrachtschepen van de Mauritius Cargo Handling Corporation leggen er ten minste maandelijks aan. In de winkels van Port Mathurin zijn uitsluitend basisproducten verkrijgbaar, specialiteiten moeten meteen op Mauritius zelf worden besteld of aangekocht.

## Bezienswaardigheden
- Rooms-katholieke en anglicaanse kerken en een moskee
- De markt
- Uitzichtspunt op de Mount Fanal, ten zuiden van het stadscentrum

## Vervoer
De luchthaven van Rodrigues ligt aan de andere kant van het eiland, bij Plaine Corail in de gemeente Plaine Corail-La Fouche Corail. De nationale Mauritiaanse luchtvaartmaatschappij Air Mauritius vliegt erheen vanop haar draaischijf in Grand Port.
Het enige busstation van Rodrigues ligt in Port Mathurin.

## Onderwijs
Port Mathurin beschikt sinds 1973 over een secundaire school, Rodrigues College. Deze onderwijsinstelling is de enige oecumenische school in de Indische Oceaan.